# Lotnicze Pogotowie Ratunkowe
Lotnicze Pogotowie Ratunkowe — польская служба санитарной авиации, работающая в структуре польской системы здравоохранения. Служба выполняет задачи неотложной медицинской помощи и перевозки больных в экстренных случаях и в труднодоступных или отдалённых местностях.
В парке службы LPR состоят вертолёты EC135 и два самолёта Piaggio P.180 Avanti. Вертолёты размещены в городах Краков, Щецин, Гданьск, Варшава, Белосток, Быдгощ, Гливице, Кельце, Кошалин, Люблин, Лодзь, Ольштын, Плоцк, Познань, Санок, Сувалки, Вроцлав, Зелёна-Гура, Гожув-Велькопольски, Кошалин.
30 июня 2010 года в аэропорту Краков-Балице (пол. Port lotniczy Kraków-Balice) состоялась церемония подписания документа о передаче прав на землю, на которой будут построены ангар, технические и служебные помещения Краковского центра LPR.